# Hermandad y Unidad

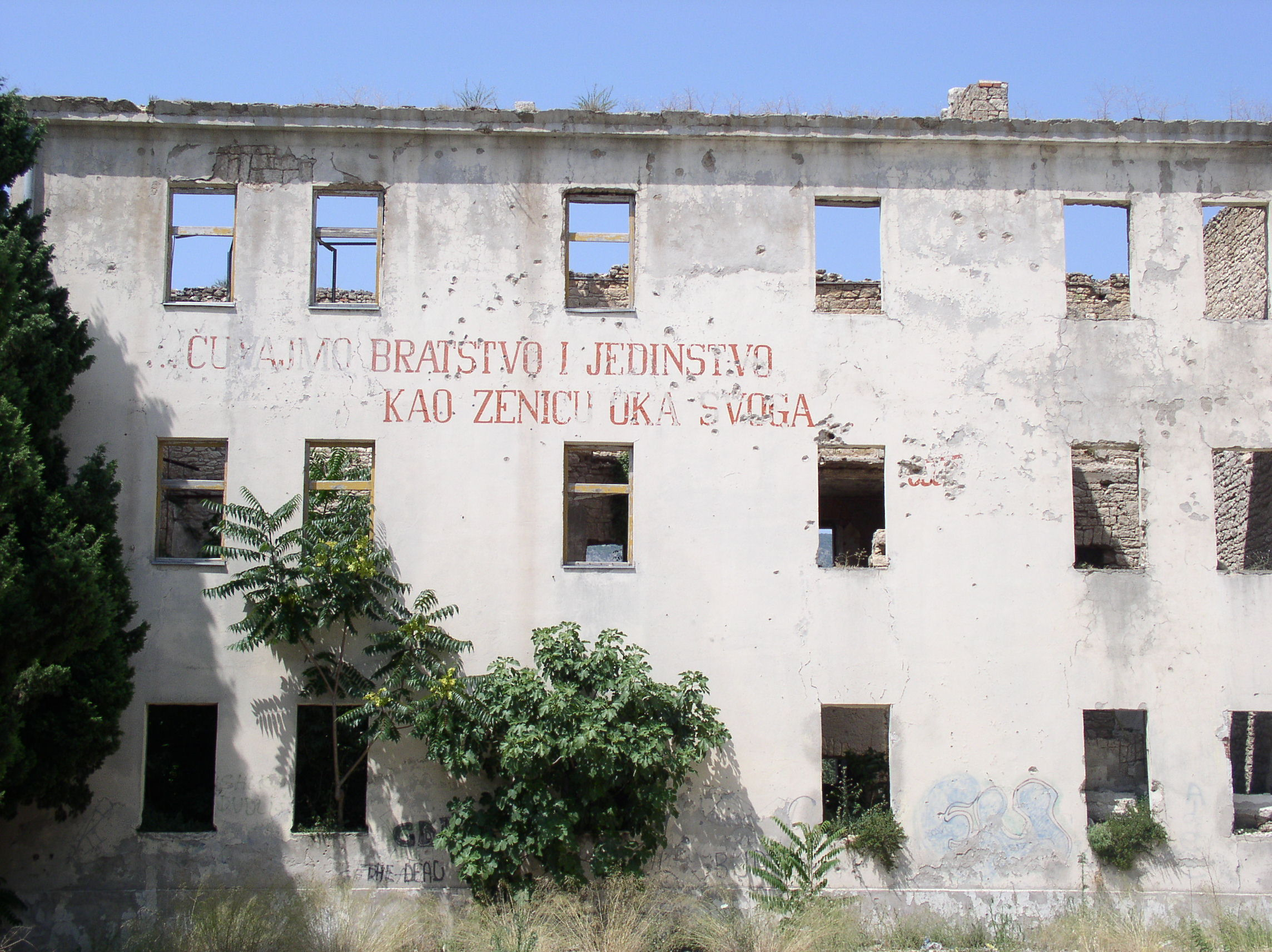
"Cuidemos la hermandad y la unidad como la niña de nuestros ojos", inscripción en un cuartel del Ejército Popular Yugoslavo en Mostar destruido durante las Guerras yugoslavas.

Hermandad y Unidad fue un popular lema de la Liga de los Comunistas de Yugoslavia que se acuñó durante la Guerra de Liberación del Pueblo Yugoslavo (1941-45), y que acabó convirtiéndose en un principio rector de la política interétnica de la Yugoslavia de posguerra. En Eslovenia, en un principio se utilizó el lema "Hermandad y Paz" (Bratstvo in mir).

## Historia
Tras la invasión de Yugoslavia por las fuerzas del Eje en abril de 1941, las potencias ocupantes y sus colaboradores trataron de incitar sistemáticamente al odio entre los numerosos grupos nacionales, étnicos y religiosos de Yugoslavia. El Partido Comunista Yugoslavo promovió con éxito la hermandad y la unidad de las naciones (narodi) y las minorías nacionales de Yugoslavia (nacionalne manjine, más tarde rebautizadas como narodnosti, "nacionalidades") en su lucha contra el enemigo fascista y los colaboradores internos. La decisión de la segunda sesión del Consejo Antifascista de Liberación Nacional de Yugoslavia (AVNOJ) sobre la federalización de Yugoslavia en 1943 fue considerada como el reconocimiento de este principio de Hermandad y Unidad.
Después de la guerra, este lema marcó la política oficial de relaciones interétnicas en la República Federal Socialista de Yugoslavia, que quedó plasmada en sus constituciones federales de 1963 y 1974. Esta política establecía que las naciones de Yugoslavia (serbios, macedonios, croatas, eslovenos, montenegrinos, bosniacos) y las minorías nacionales (albaneses, húngaros, rumanos, búlgaros, judíos, italianos y otros) son colectivos que coexisten pacíficamente y en igualdad en el seno de la federación, promoviendo sus similitudes e interdependencias para superar los conflictos nacionales y el odio. Cada individuo tenía derecho a la expresión de su propia cultura, en tanto que los grupos étnicos se comprometían mutuamente a mantener relaciones pacíficas. También se fomentaba y se permitía a los ciudadanos declarar su nacionalidad como yugoslava, que por lo general alcanzaba el 10% en las estadísticas. Esta política también condujo a la adopción de sistemas de cuotas nacionales en todas las instituciones públicas, incluidas las organizaciones económicas, en las que los grupos nacionales estaban representados en función de la composición nacional de su república o provincia.
A lo largo y ancho de toda Yugoslavia, muchas fábricas, escuelas, espacios públicos, agrupaciones folclóricas y equipos deportivos llevaban el nombre de "Hermandad y unidad", al igual que la autopista Liubliana-Zagreb-Belgrado-Skopie (autopista "Hermandad y unidad"). El país tenía una distinción denominada Orden de la Hermandad y la Unidad.
Varias figuras destacadas de la antigua Yugoslavia fueron condenadas por actividades consideradas una amenaza para la hermandad y la unidad, como actos de propaganda chovinista, separatismo e irredentismo. Entre ellos se encontraban el político serbio Vojislav Šešelj, condenado en 2018 por crímenes de lesa humanidad, los expresidentes de Bosnia y Herzegovina (Alija Izetbegović) y Croacia (Franjo Tuđman y Stjepan Mesić), el general del ejército croata de ascendencia albanesa Rahim Ademi y muchos otros. Un albanokosovar, Adem Demaçi, permaneció en prisión durante casi 30 años acusado de espionaje e irredentismo.